# 엑스포로 (대전)
엑스포로(영어: Expo-ro)는 대전광역시의 도로로, 유성구 도룡동 과학공원네거리에서 유성구 탑립동 청벽산공원사거리를 잇는 도로이다.
도로명은 1993년 세계 박람회를 기념하는 것에서 유래되었다.

## 구간
과학공원네거리 - 컨벤션센터(DCC)네거리 - 원촌삼거리 - 문지삼거리 - 전민네거리 - 청벽산공원사거리